# Schur-Eigenschaft
Die Schur-Eigenschaft, benannt nach Issai Schur, ist eine Eigenschaft aus der mathematischen Theorie der normierten Räume, es handelt sich um eine enge Beziehung zwischen der Normtopologie und der schwachen Konvergenz.

## Definition
Ein normierter Raum hat die Schur-Eigenschaft, wenn jede schwach-konvergente Folge  auch normkonvergent ist.
Genauer bedeutet das: Ist {\displaystyle (x_{n})_{n\in \mathbb {N} }} eine Folge im normierten Raum {\displaystyle (X,\|\cdot \|)} und ist {\displaystyle x\in X}, so dass {\displaystyle x_{n}\rightarrow x} schwach, das heißt {\displaystyle f(x_{n})\rightarrow f(x)} für jedes stetige, lineare Funktional {\displaystyle f} des Raums in den Grundkörper, so folgt bereits {\displaystyle \|x_{n}-x\|\rightarrow 0}.

## Bemerkung
Da umgekehrt aus der Normkonvergenz stets die schwache Konvergenz folgt, kann man die Schur-Eigenschaft auch so formulieren, dass die Normtopologie und die schwache Topologie dieselben konvergenten Folgen haben. Daraus folgt nicht, dass die Topologien übereinstimmen, denn die Folgen genügen nicht zur Beschreibung der schwachen Topologie. In der Tat stimmen diese Topologien nur dann überein, wenn der Raum endlichdimensional ist.

## Beispiele
- Jeder endlichdimensionale, normierte Raum hat die Schur-Eigenschaft, denn dann stimmen Normtopologie und schwache Topologie überein.
- Satz von Schur: Der Folgenraum {\displaystyle \ell ^{1}} hat die Schur-Eigenschaft.[2] Dies wurde von Issai Schur im Jahre 1920 bewiesen[3], daher trägt diese Eigenschaft Schurs Namen.
- Die Folgenräume {\displaystyle (\ell ^{p},\|\cdot \|_{p}),\,1<p<\infty }, haben nicht die Schur-Eigenschaft. Ist {\displaystyle e_{n}=(0,\ldots ,0,1,0,\ldots )\in \ell ^{p}} die Folge, die an der {\displaystyle n}-ten Stelle eine 1 und an allen anderen Stellen eine 0 hat, so zeigt man {\displaystyle e_{n}\rightarrow 0} in der schwachen Topologie, aber wegen {\displaystyle \|e_{n}\|_{p}=1} gilt nicht {\displaystyle e_{n}\rightarrow 0} in der Normtopologie.

## Eigenschaften
- Ist ein normierter Raum isomorph zu einem normierten Raum mit Schur-Eigenschaft, so hat dieser ebenfalls die Schur-Eigenschaft. Das liegt daran, dass isomorphe normierte Räume homöomorphe schwache Topologien haben.
- Unterräume von Räumen mit Schur-Eigenschaft haben ebenfalls die Schur-Eigenschaft.
- Die Schur-Eigenschaft überträgt sich nicht auf Quotientenräume, denn bekanntlich ist jeder separable Banachraum ein Quotientenraum von {\displaystyle \ell ^{1}}, so auch der Raum {\displaystyle \ell ^{2}}, der die Schur-Eigenschaft nicht hat.
- Unendlich-dimensionale Räume mit der Schur-Eigenschaft sind nicht reflexiv.[4]
- Jeder normierte Raum mit der Schur-Eigenschaft hat die Radon-Riesz-Eigenschaft.
- Jeder Banachraum mit der Schur-Eigenschaft hat die Dunford-Pettis-Eigenschaft.
- In einem Banachraum mit Schur-Eigenschaft ist eine Teilmenge genau dann schwach-kompakt, wenn sie norm-kompakt ist.[5]
- Banachräume mit der Schur-Eigenschaft sind schwach folgenvollständig, das heißt jede schwache Cauchyfolge hat einen schwachen Grenzwert.[6]
- Wie eng die Schur-Eigenschaft mit dem Raum {\displaystyle \ell ^{1}} verknüpft ist, zeigt folgendes Ergebnis: Ist {\displaystyle X} ein Banachraum mit der Schur-Eigenschaft, so enthält jeder abgeschlossene, unendlichdimensionale Unterraum einen zu {\displaystyle \ell ^{1}} isomorphen Unterraum.[7]